# 皮亞爾市

皮亞爾市（西班牙語：Municipio Piar），是委內瑞拉的一個市，位於該國西部玻利瓦爾州，首府設於烏帕塔，面積18,175平方公里，2011年人口98,274，人口密度為每平方公里5.41人。